# Akhsarbek Galazov
Akhsarbek Khadjimourzaïevitch Galazov (en russe : Ахсарбек Хаджимурзаевич Галазов, en ossète : Галазты Хадзымырзайы фырт Æхсарбег), né le 15 octobre 1929 à Khoumalag, en Ossétie du Nord (Union soviétique) – mort le 10 avril 2013  à Vladikavkaz (Russie), est un scientifique et homme politique ossète. Il a été le premier président de la république de l’Ossétie-du-Nord-Alanie, de 1994 à 1998.